# Ти не один (фільм, 1963)
Ти не один (рос. Ты не один) — радянський чорно-білий дитячий телефільм 1963 року, знятий режисерами Едуардом Гавриловим і Валерієм Кремньовим на кіностудії «Мосфільм».

## Сюжет
Телефільм за мотивами повісті Г. Бєлєнького. Хлопчик-підліток, сирота, влаштовується на завод, і починає пізнавати інше — доросле та відповідальне життя…

## У ролях
- Олександр Мєтьолкін — Мітя Карманов
- Юрій Бєлов — Микола Шликов, заводський шофер
- Тетяна Конюхова — Ксенія Кольцова
- Юрій Боголюбов — Дон, токар
- Валентина Хмара — Валентина
- Борис Кордунов — Андрій Андрійович, директор заводу
- Петро Любешкін — Антон Іванович, заводський майстер
- Вадим Грачов — Маслов, токар
- Юрій Кірєєв — Степан, заводський коваль
- Микола Федорцов — Захар, токар
- Світлана Бесєдіна — Галя, робоча
- Олексій Добронравов — вахтер заводу
- Інна Титова — робоча
- Катерина Мазурова — няня у лікарні
- Лідія Корольова — продавчиня ювелірних виробів

## Знімальна група
- Режисери — Едуард Гаврилов, Валерій Кремньов
- Сценарист — Кирило Рапопорт
- Оператор — Петро Терпсихоров
- Композитор — Олександр Зацепін
- Художник — Совєт Агоян